# Marc William Buie

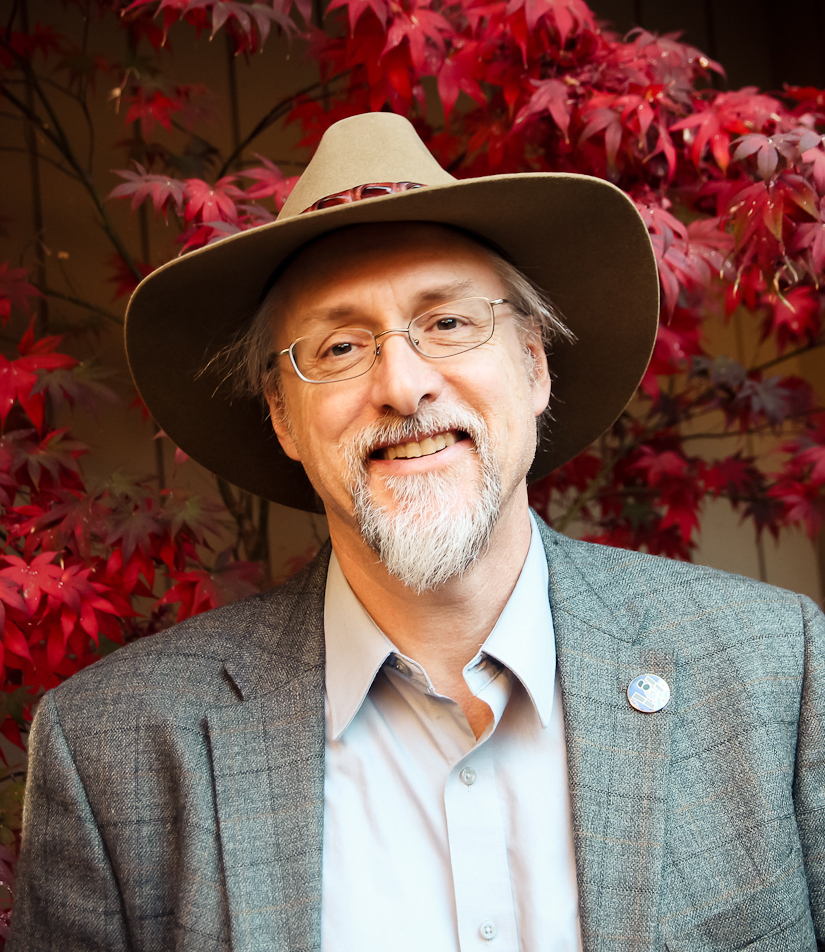
Marc W. Buie

Marc William Buie (* 1958) ist ein US-amerikanischer Astronom.
Er ist auf dem Gebiet der Planetologie tätig und beschäftigt sich insbesondere mit Pluto und anderen transneptunischen Objekten innerhalb und jenseits des Kuipergürtels sowie mit den Zentauren.
Buie erhielt 1980 seinen Studienabschluss Bachelor of Science im Fach Physik an der Louisiana State University in Baton Rouge. Er promovierte 1984 zum PhD an der University of Arizona in Tucson.
Marc W. Buie arbeitet am Lowell-Observatorium und hat im Rahmen des Deep-Ecliptic-Survey-Programms, an dem er federführend beteiligt ist, eine Vielzahl an Asteroiden entdeckt. Dazu zählen auch sehr viele transneptunische Objekte. Buie gehört auch zu den Mitentdeckern der kleinen Plutomonde Nix und Hydra (Pluto II und Pluto III).
Der Wissenschaftler ist an der Erkundung des Zwergplaneten Pluto durch die Raumsonde New Horizons beteiligt, die im Juli 2015 an Pluto und seinen Monden vorbeiflog. Unter anderem sind auch Buie und sein Team gezielt auf der Suche nach transneptunischen Objekten, die sich in der Nähe der weiteren Flugbahn der Raumsonde befinden, sodass gegebenenfalls durch geeignete rechtzeitige Bahnkorrekturen der Vorbeiflug an einem oder zwei transneptunischen Objekten arrangiert werden kann.
Pluto faszinierte Marc W. Buie eigenen Angaben zufolge bereits als Student. In seiner Doktorarbeit hatte er als Thema die Lichtkurven-CCD-Spektralphotometrie von Pluto bearbeitet. Ausgehend hiervon ist seine weitere wissenschaftliche Laufbahn von der Beteiligung an zahlreichen Forschungsprojekten zu planetologischen Fragestellungen über die transneptunischen Objekte geprägt.
Nach ihm ist der Asteroid (7553) Buie benannt.